# 小行星6699
小行星6699（6699 Igaueno）是一颗围绕太阳公转的小行星。1987年12月19日，關勉在藝西天文台发现了此天体。
該小行星以日本三重縣上野市命名。
这颗小行星的绝对星等为299.5706789122854等。